# Burgenländische Krankenanstalten

Logo

Die Burgenländische Krankenanstalten-Gesellschaft m.b.H. wurde am 28. Juli 1992 gegründet und ist seit dem 1. Jänner 1993 der organisatorische Zusammenschluss der landeseigenen Allgemeinen öffentlichen Krankenhäuser des Burgenlands, der Pflegeheime und der Allgemeinen Gesundheits- und Krankenpflegeschule in Oberwart. Die Burgenländische Krankenanstalten-Gesellschaft m.b.H. hatte die Eigentümerschaft sowie die strategische und operative Führung von Krankenanstalten und Pflegebetrieben übernommen, die sich bis dahin direkt im Eigentum des Landes Burgenland befanden.
Seit dem Jahr 2018 sind die landeseigenen Krankenanstalten Teil der Landesholding Burgenland GmbH. Seit April 2023 tritt das Unternehmen nach außen als Gesundheit Burgenland auf. Die 1993 eingeführte Abkürzung KRAGES wird vom Unternehmen seit 2023 nicht mehr verwendet. Die Pflegeheime wechselten im Jahr 2021 in die Verantwortung der Soziale Dienste Burgenland GmbH.
Seit April 2023 tritt das Unternehmen als Gesundheit Burgenland auf.

## Rechtliche Stellung und Beteiligungen
Mit 1. Jänner 1993 übernahm das Unternehmen von fünf Abteilungen des Landes Burgenland die das Spitalswesen und die Pflegeanstalten betreffenden Kompetenzen für die Planung und den laufenden Betrieb. Die Gesellschaft steht seit 2018 zu 10 % im Eigentum des Landes und zu 90 % in dem der Landesholding Burgenland GmbH, die die wirtschaftlichen Beteiligungen des Landes verwaltet.
Die Burgenländische Krankenanstalten-Gesellschaft m.b.H (Gesundheit Burgenland) ist eine gemeinnützige Gesellschaft mit Sitz in Eisenstadt, der Landeshauptstadt des Burgenlands. Zur Gesundheit Burgenland gehören seit der Gründung vier Krankenanstalten.
Die Burgenländische Krankenanstalten-Gesellschaft m.b.H. hat folgende Beteiligungen bzw. Tochtergesellschaften:
- Burgenländische Pflegeheim Betriebs-GmbH, Bad Tatzmannsdorf (51 %, Betrieb von Pflegeheimen)

- Digital Burgenland GmbH, Eisenstadt (bis 2025: Erste Burgenländische Rechenzentrum GmbH, IT-Dienstleistungen, 33,33 %)
- Akademie für Gesundheits- und Sozialberufe GmbH (AGSB); (Berufsausbildung, 100 %)

## Kliniken und Leistungen
- Klinik (bis 2023: Allgemeines öffentliches Krankenhaus) Kittsee - 95 Betten (Stand 2021), 101 Betten (Stand 2025)
- Klinik (bis 2023: Allgemeines öffentliches Krankenhaus) Oberpullendorf - 122 Betten (Stand 2021), 132 Betten (Stand 2025)
- Klinik (bis 2023: Allgemeines öffentliches Krankenhaus) Oberwart - 300 Betten (Stand 2021), 334 Betten (Stand 2025)
- Klinik (bis 2023: Allgemeines öffentliches Krankenhaus) Güssing - 109 Betten (Stand 2021)[6], 117 Betten (Stand 2025)

Das Unternehmen hat an allen Standorten insgesamt rund 2500 Mitarbeiterinnen und Mitarbeiter. Im Bezirk Neusiedl/See plant die Gesundheit Burgenland in Gols einen neuen Klinikstandort zu errichten. Nach dessen Fertigstellung soll die Klinik Kittsee an den neuen Standort übersiedeln. Die Gesundheit Burgenland bietet Organisationseinheiten mit Leistungen in folgenden Bereichen an:
- Innere Medizin (Kliniken Oberwart, Oberpullendorf, Güssing, Kittsee)
- Chirurgie (Oberwart, Oberpullendorf, Güssing, Kittsee)
- Anästhesie und Intensivmedizin (Oberwart, Oberpullendorf, Güssing, Kittsee)
- Radiologie (Oberwart, Oberpullendorf, Güssing, Kittsee)
- Akutgeriatrie und Remobilisation (Kittsee, Güssing)
- Onkologie und Palliativmedizin (Oberwart)
- Urologie (Oberwart, Kittsee)
- Ambulante Behandlungseinheit (Oberwart)
- Gynäkologie und Geburtshilfe (Oberwart, Oberpullendorf)
- Kinder- und Jugendheilkunde mit Neonatologie (Oberwart)
- Neurologie (Oberwart)
- Hals-, Nasen-Ohrenmedizin (Oberwart)
- Orthopädie und Traumatologie (Oberwart, Güssing)
- Augenheilkunde (Oberpullendorf, Güssing)
- Pathologie und Mikrobiologie (Oberwart)
- Medizinisch-chemische Labordiagnostik (Oberwart, Oberpullendorf, Güssing, Kittsee)
- Schlaflabor (Oberpullendorf)
- Klinikapotheke (Oberwart, Oberpullendorf, Güssing, Kittsee)
- Institut für Kinderwunsch (Oberpullendorf)
- Brustgesundheitszentrum (Güssing)
- Physiotherapie, Diätologie, Ergotherapie, Logopädie (Oberwart, Oberpullendorf, Güssing, Kittsee)
- Klinische und Gesundheitspsychologie (Oberwart, Oberpullendorf, Güssing, Kittsee)

## Schule für allgemeine Gesundheits- und Krankenpflege
Die Burgenländische Krankenanstalten-Gesellschaft m.b.H. betreibt weiters eine Schule für Gesundheits- und Krankenpflege. Diese wurde 1974 vom Land Burgenland ins Leben gerufen und hat seit Beginn den Hauptsitz in Oberwart.
1993 übernahm die KRAGES die Schule gemeinsam mit den Krankenanstalten vom Land. Zwischen 2008 und 2022 existierte eine Expositur der Schule in Frauenkirchen. Seit 2022 befindet sich dieser zweite Schulstandort in Eisenstadt.
Ausgebildet wird in der Schule für Gesundheits- und Krankenpflege in folgenden Bereichen (Stand: 2025):
- Ausbildungsjahrgänge zum gehobenen Dienst für Gesundheits- und Krankenpflege (seit 2024 auslaufend)
- Pflegefachassistenz 1. und 2. Ausbildungsjahr, mit der Möglichkeit der verkürzten Ausbildung und mit der Berufsreife zu beginnen
- Pflegeassistenz-Ausbildung – nach positiver Abschlussprüfung direkter Einstieg in das 2. Ausbildungsjahr der Pflegefachassistenz möglich
- Diverse Pflege-Weiterbildungen (Nostrifikation/Ablegung der Eignungsprüfung Pflegeassistenz oder Pflegefachassistenz, gesetzlich vorgesehene Aufschulungen etc.)

## Akademie für Gesundheits- und Sozialberufe Burgenland GmbH
Die 2025 gegründete „Akademie für Gesundheits- und Sozialberufe Burgenland GmbH“ vereint alle relevanten Bildungsangebote des Burgenlandes in diesem Bereich unter einer neuen Dachorganisation. Durch diesen Schritt sollen in Zukunft Synergien genutzt und die Qualität des Bildungsangebots erhöht werden. 
Zudem wird durch die zentrale Koordination eine effizientere Ressourcennutzung ermöglicht, was zu einer besseren Verteilung der finanziellen Mittel führt.

## Geschichte
Am Montag, dem 26. August 1991, traf sich die am 18. Juli des Jahres neu gebildete burgenländische Landesregierung unter Landeshauptmann Karl Stix (SPÖ) in Heiligenbrunn im Bezirk Güssing zu einer ersten Arbeitsklausur nach den Landtagswahlen am 23. Juni 1991. In dieser Sitzung präzisierten die im Proporzsystem miteinander regierenden Parteien SPÖ und ÖVP eine drei Wochen zuvor getroffene Festlegung, dass die vier landeseigenen Spitäler des Burgenlands endgültig in eine GmbH überführt und damit aus der unmittelbaren Landesverwaltung ausgegliedert werden sollen. Bis dato waren bis zu fünf Abteilungen im Amt der Burgenländischen Landesregierung mit der Spitalsverwaltung befasst.
Die burgenländische Landesregierung ließ schließlich am 28. Juli 1992 die Burgenländische Krankenanstalten-Gesellschaft m.b.H. per Notariatsakt errichten. Darin wurde unter anderem festgelegt, dass der Unternehmenssitz Eisenstadt ist, das Unternehmen nicht auf Gewinn ausgerichtet und der Geschäftsführer des Unternehmens vom Land Burgenland zu bestellen ist. Als Unternehmensgegenstand wurde „die Sicherstellung einer zeitgemäßen, bedarfsgerechten medizinischen Versorgung der burgenländischen Bevölkerung durch die Führung der burgenländischen Krankenanstalten“ genannt. Die Führung sollte „den Betrieb, die Erhaltung sowie die allfällige Erweiterung der Krankenanstalten“ umfassen.
Am 18. Dezember 1992 erging ein Erlass der Landesregierung, mit dem festgelegt wurde, dass sowohl Landesbeamte wie auch Vertragsbedienstete der neuen Gesellschaft dienstzugewiesen werden und die „Organisationsgewalt“ bei der Geschäftsführung liege.
Am 1. Jänner 1993 begann die Burgenländische Krankenanstalten-Gesellschaft m.b.H. (KRAGES) mit der operativen Geschäftstätigkeit. Am 14. Jänner 1993 wurde der Übertragungsvertrag von Vertretern der damaligen burgenländischen Landesregierung unterschrieben und vom Geschäftsführer der KRAGES gegengezeichnet. Damit übertrug das Land Burgenland die Rechtsträgerschaft an vier allgemein-öffentliche Krankenanstalten, der Krankenpflegeschule, sowie zwei Pflegeanstalten und einem Alten-Wohn- und Pflegeheim rückwirkend per 1. Jänner 1993. In diesem Übertragungsvertrag verpflichtet sich, zur Deckung allfälliger Verluste, Zuschüsse in der Höhe des bilanzmäßig ausgewiesenen Verlustes der Gesellschaft zu leisten.

## Organe
Die Burgenländische Krankenanstalten-Gesellschaft m.b.H. hat einen Geschäftsführer, der laut Errichtungsvertrag von der burgenländischen Landesregierung zu bestellen ist. Bis 2022 war jeweils ein einzelner Geschäftsführer verantwortlich, per November 2022 wurde die Geschäftsleitung auf zwei Geschäftsführer aufgeteilt (für den medizinischen sowie für den kaufmännischen Bereich).
Die erste Aufsichtsratssitzung der KRAGES fand am 12. März 1993 am Firmensitz, dem Josef-Hyrtl-Platz 4 in Eisenstadt, statt.
Seit 2018 ist die Landesholding Burgenland GmbH zu 90 % der Eigentümer der KRAGES, das Land Burgenland zu 10 %. Von 1993 bis 2018 war das Land direkt an der KRAGES beteiligt.
Aufsichtsratsvorsitzender ist seit 2018 Landeshauptmann Hans Peter Doskozil.
Neubau Klinik Oberwart
Das größte, jemals im Burgenland umgesetzte, Hochbauprojekts, der Neubau der Klinik Oberwart, wurde 2014 von der Burgenländischen Krankenanstalten-Gesellschaft m.b.H. beschlossen. Die Bauherrenschaft wurde von einem Joint-venture ,aus zwei Unternehmen der Landesholding Burgenland, übernommen: der Landesimmobilien GmbH (LIB, bis 2019: BELIG) und der Gesundheit Burgenland, bis 2023: KRAGES.
Die Klinik Oberwart, Schwerpunktspital der Region Süd, wurde ab dem Spatenstich im Mai 2020 nach vierjähriger Bauzeit am 7. Mai 2024 in den Patientenbetrieb genommen. Als Errichtungskosten wurden für die Klinik Oberwart seitens des Landes Burgenlands 180 Millionen Euro genannt. Der Bau der Klinik Oberwart wurde über das Landesbudget des Burgenlands finanziert und war somit mit der Eröffnung schuldenfrei.
Neubau Klinik Gols
Als Abschluss eines einjährigen, vom Burgenländischen Gesundheitsfonds im Auftrag der Landesregierung ins Leben gerufenen, Prozesses zum Thema „Masterplan Burgenland Spitäler“ wurde am 29. November 2019 bekanntgegeben, dass neben dem schon länger fixierten Neubau in Oberwart auch die Versorgung im Norden des Burgenlands neu aufgestellt werden soll. Im Bezirk Neusiedl/See ist ein neues Spital geplant und wird den bisherigen Standort Kittsee ersetzen.
Die Auswahl eines Standortes für eine neue Klinik zielt darauf ab, dass möglichst vielen Personen mit Wohnsitz im Bezirk Neusiedl/See, ein Spital in maximal 30 Minuten zu erreichen.
Im März 2020 wurde vom Unternehmen und vom Eigentümer bekanntgegeben, dass die Gesundheit Burgenland Optionsverträge auf Baugründe in der Marktgemeinde Gols unterschrieben habe. Die Grundstücke (Gols-Wiesäcker) wurden im September 2023 endgültig erworben.
Ein niederösterreichischer Verein hatte im Umwidmungsverfahren 2022 Einspruch erhoben. Der Landtag novellierte das Burgenländische Kranken- und Kuranstaltengesetz im Frühjahr 2024 dahingehend, dass das Land direkt (und nicht die Gemeinde) für Flächenwidmungen zuständig ist. Die Gemeinde Gols stoppte daraufhin das erste Umwidmungsverfahren, die Gesundheit Burgenland kann die Zielplanung nach der Abhaltung eines Architekturwettbewerbs auf Basis der Novelle direkt beim Land vorlegen und um Genehmigung ansuchen.
Am 16. Dezember 2024 startete der Architekturwettbewerb für den Neubau der Klinik in Gols.

## Finanzen
Der Umsatz betrug 2023 rund 253 Millionen Euro.